# Copos de avena
Los copos de avena, avena en hojuelas, avena arrollada, avena aplanada o avena machacada se concibieron inicialmente como cereales de desayuno. Sí contiene gluten, y hoy en día son la forma más habitual en que el ser humano consume la avena, cuyo grano ha sido descascarillado, tostado ligeramente, vaporizado y prensado (aplanado).
Es una excelente fuente de fibra dietética, tanto soluble como insoluble (particularmente esta última en el salvado).

## Producción
La avena, como los demás cereales, tiene una dura cáscara exterior no comestible denominada gluma que se debe retirar para que el grano se pueda destinar a la alimentación. Una vez eliminada la gluma, el grano todavía queda protegido por el salvado.
Este cereal contiene entre dos y cinco veces más grasas que el trigo, principalmente en el salvado y en el endospermo. Además, contiene grandes cantidades de una enzima capaz de digerir esas grasas, lo que hace que el grano de avena se enrancie rápidamente. Por este motivo, el procesamiento del grano de avena requiere un ligero tostado a baja temperatura. Este tratamiento térmico inactiva las enzimas evitando el deterioro rápido del producto y otorga al grano parte de su característico sabor. Además, este paso desnaturaliza las proteínas de reserva y las hace menos solubles, dando al grano más integridad durante la cocción.
A continuación, el grano tostado se expone al vapor para ablandarlo y hacerlo maleable, y después se prensa entre rodillos para aplanarlo y para que así reabsorba rápidamente el agua durante la cocción o el simple remojo. Cuanto más finos se prensen los granos, más rápidamente se rehidratan: los copos de avena normal tienen 0,8 mm de grosor; la avena de «cocción rápida» aproximadamente 0,4 mm, y la «instantánea» es todavía más delgada.

## Leche de avena
Con los copos de avena se puede obtener leche de avena.

## Harina de avena
Es posible machacar los granos de avena, para reducirlos a un polvo fino que se conoce como harina de avena.

## Avena germinada
Con los copos de avena, no se puede producir avena germinada. La avena germinada, es el grano de avena que ha seguido un proceso de germinación, en el que todos los nutrientes del grano aumentan y se ofrecen con mayor biodisponibilidad, es decir, se digieren y se absorben mejor.

## Salvado de avena
El salvado es la capa externa del grano, es decir, se trata del producto que queda tras refinar los granos de avena.

## Usos
Se suele emplear mezclada con leche y cocido al fuego hasta obtener una consistencia semilíquida y espesa  que en algunos países se conoce como atol de avena o simplemente avena. Se puede aromatizar con esencia de vainilla, canela o ralladura de limón.También se puede preparar licuándola con leche y azúcar al gusto y saborizando con esencia de vainilla y canela y de este modo se obtiene el llamado fresco de avena. 